# Heliocopris staudingeri
Heliocopris staudingeri là một loài bọ cánh cứng trong họ Bọ hung (Scarabaeidae).